# 487e régiment d'hélicoptères
Le 487e régiment d'hélicoptères (en russe : 487-й вертолётный полк), de son nom complet le 487e régiment indépendant d'hélicoptères de l'ordre de Koutouzov (en russe : 487-й отдельный вертолётный ордена Кутузова полк, en abrégé 487 овп) est un régiment aérien des forces aérospatiales russes (n° d'unité 44936).
Le régiment fait partie de la 4e armée aérienne du district militaire sud, basé à l'aérodrome de Boudionnovsk, dans le kraï de Stavropol.

## Historique
Le 487e régiment d'hélicoptères est créé le 15 septembre 1989 dans la ville allemande de Prenzlau, dans le district de Neubrandenbourg en Allemagne de l'Est, sur la base d'escadrons d'hélicoptères indépendants qui faisaient partie des divisions de fusiliers motorisés et de chars de la 20e armée interarmes de la Garde. Selon les données du 19 novembre 1990 publiées dans le cadre du Traité sur les forces armées conventionnelles en Europe, le régiment comprend 25 hélicoptères d'attaque Mil Mi-24 et 17 hélicoptères de transport Mil Mi-8.
Sur la base de l'arrêté n° 0028 du ministère de la Défense de l'URSS du 30 juillet 1990, le régiment est transféré le 1er décembre 1990 dans la 20e armée interarmes de la Garde. Selon l'état 15/614-53, le régiment compte alors 446 soldats (272 officiers, 76 adjudants),. Le 30 avril 1991, l'unité est redéployée sur l'aérodrome de Werneuchen.
L'unité est engagée dans la première guerre d'Ossétie du Sud en 1991-1992, dans le conflit en Ossétie du Nord en 1992 et dans la guerre d'Abkhazie en 1992-1993. Le 12 août 1993, sa garnison est transférée sur le territoire du district militaire du Caucase du Nord, dans la ville de Boudionnovsk,. Le régiment perd 26 soldats pendant les première et seconde guerres de Tchétchénie. Sept militaires sont nommés héros de la fédération de Russie, dont deux à titre posthume. Un Mi-24 du régiment est abattu près de Nojaï-Iourt en août 2002, les deux pilotes étant tués.
Le 19 août 2002, des combattants séparatistes tchétchènes tirent un missile sol-air 9K38 Igla de fabrication russe contre un hélicoptère de transport lourd du 487e régiment surchargé qui s'écrase à Khankala, une base aérienne militaire près de Grozny. L'hélicoptère transportait 142 soldats et officiers appartenant à diverses unités de la base de l'armée de l'air russe à Mozdok, dans la république d'Ossétie du Nord-Alanie. Il s'agit de l'accident d'hélicoptère le plus meurtrier de l'histoire. Il s’agit également de la catastrophe aérienne la plus meurtrière jamais subie par les forces armées russes, ainsi que des pires pertes en vies humaines en un seul jour depuis 1999.
À la suite de l'incident, le commandant de l'aviation de l'armée russe est démis de ses fonctions. Le commandant du régiment, le lieutenant-colonel Anatoli Koudiakov, est accusé de négligence pour avoir laissé décoller l'hélicoptère surchargé, avant d'être finalement acquitté,.
En 2006, une partie du régiment est encore déployée en permanence à Khankala contre la poursuite de l'insurrection tchétchène. Les officiers du régiment servent également dans des missions de maintien de la paix de l'ONU en Sierra Leone, en Angola et au Soudan. L'unité est impliquée dans la guerre russo-géorgienne de 2008.
Le 28 août 2009, conformément à la directive du ministère de la Défense de la fédération de Russie du 19 janvier, le 487e régiment est dissous et ses unités restantes forment la 6971e base aérienne, rebaptisée ultérieurement « unité militaire n° 12910 ». Le 1er décembre 2011, dans le cadre de la modernisation des forces armées russes, le régiment est réorganisé en 387e base aérienne (unité militaire n° 44936) à l'aérodrome de Boudionnovsk (en).
Parmi les militaires du régiment, huit sont récipiendaires de la distinction héros de la fédération de Russie, et plus de 800 militaires ont reçu des récompenses d'État.
En 2022, l'unité participe à la guerre contre l'Ukraine lors de la campagne du Sud de l'Ukraine.